# 1370 год
1370 (ты́сяча три́ста семидеся́тый) год  по юлианскому календарю — невисокосный год, начинающийся во вторник. Это 1370 год нашей эры, 10‑й год 7‑го десятилетия XIV века 2‑го тысячелетия, 1‑й год 1370‑х годов. Он закончился 655 лет назад.
| Пн | Вт | Ср | Чт | Пт | Сб | Вс |
|    | 1  | 2  | 3  | 4  | 5  | 6  |
| 7  | 8  | 9  | 10 | 11 | 12 | 13 |
| 14 | 15 | 16 | 17 | 18 | 19 | 20 |
| 21 | 22 | 23 | 24 | 25 | 26 | 27 |
| 28 | 29 | 30 | 31 |    |    |    |

| Пн | Вт | Ср | Чт | Пт | Сб | Вс |
|    |    |    |    | 1  | 2  | 3  |
| 4  | 5  | 6  | 7  | 8  | 9  | 10 |
| 11 | 12 | 13 | 14 | 15 | 16 | 17 |
| 18 | 19 | 20 | 21 | 22 | 23 | 24 |
| 25 | 26 | 27 | 28 |    |    |    |

| Пн | Вт | Ср | Чт | Пт | Сб | Вс |
|    |    |    |    | 1  | 2  | 3  |
| 4  | 5  | 6  | 7  | 8  | 9  | 10 |
| 11 | 12 | 13 | 14 | 15 | 16 | 17 |
| 18 | 19 | 20 | 21 | 22 | 23 | 24 |
| 25 | 26 | 27 | 28 | 29 | 30 | 31 |

| Пн | Вт | Ср | Чт | Пт | Сб | Вс |
| 1  | 2  | 3  | 4  | 5  | 6  | 7  |
| 8  | 9  | 10 | 11 | 12 | 13 | 14 |
| 15 | 16 | 17 | 18 | 19 | 20 | 21 |
| 22 | 23 | 24 | 25 | 26 | 27 | 28 |
| 29 | 30 |    |    |    |    |    |

| Пн | Вт | Ср | Чт | Пт | Сб | Вс |
|    |    | 1  | 2  | 3  | 4  | 5  |
| 6  | 7  | 8  | 9  | 10 | 11 | 12 |
| 13 | 14 | 15 | 16 | 17 | 18 | 19 |
| 20 | 21 | 22 | 23 | 24 | 25 | 26 |
| 27 | 28 | 29 | 30 | 31 |    |    |

| Пн | Вт | Ср | Чт | Пт | Сб | Вс |
|    |    |    |    |    | 1  | 2  |
| 3  | 4  | 5  | 6  | 7  | 8  | 9  |
| 10 | 11 | 12 | 13 | 14 | 15 | 16 |
| 17 | 18 | 19 | 20 | 21 | 22 | 23 |
| 24 | 25 | 26 | 27 | 28 | 29 | 30 |

| Пн | Вт | Ср | Чт | Пт | Сб | Вс |
| 1  | 2  | 3  | 4  | 5  | 6  | 7  |
| 8  | 9  | 10 | 11 | 12 | 13 | 14 |
| 15 | 16 | 17 | 18 | 19 | 20 | 21 |
| 22 | 23 | 24 | 25 | 26 | 27 | 28 |
| 29 | 30 | 31 |    |    |    |    |

| Пн | Вт | Ср | Чт | Пт | Сб | Вс |
|    |    |    | 1  | 2  | 3  | 4  |
| 5  | 6  | 7  | 8  | 9  | 10 | 11 |
| 12 | 13 | 14 | 15 | 16 | 17 | 18 |
| 19 | 20 | 21 | 22 | 23 | 24 | 25 |
| 26 | 27 | 28 | 29 | 30 | 31 |    |

| Пн | Вт | Ср | Чт | Пт | Сб | Вс |
|    |    |    |    |    |    | 1  |
| 2  | 3  | 4  | 5  | 6  | 7  | 8  |
| 9  | 10 | 11 | 12 | 13 | 14 | 15 |
| 16 | 17 | 18 | 19 | 20 | 21 | 22 |
| 23 | 24 | 25 | 26 | 27 | 28 | 29 |
| 30 |    |    |    |    |    |    |

| Пн | Вт | Ср | Чт | Пт | Сб | Вс |
|    | 1  | 2  | 3  | 4  | 5  | 6  |
| 7  | 8  | 9  | 10 | 11 | 12 | 13 |
| 14 | 15 | 16 | 17 | 18 | 19 | 20 |
| 21 | 22 | 23 | 24 | 25 | 26 | 27 |
| 28 | 29 | 30 | 31 |    |    |    |

| Пн | Вт | Ср | Чт | Пт | Сб | Вс |
|    |    |    |    | 1  | 2  | 3  |
| 4  | 5  | 6  | 7  | 8  | 9  | 10 |
| 11 | 12 | 13 | 14 | 15 | 16 | 17 |
| 18 | 19 | 20 | 21 | 22 | 23 | 24 |
| 25 | 26 | 27 | 28 | 29 | 30 |    |

| Пн | Вт | Ср | Чт | Пт | Сб | Вс |
|    |    |    |    |    |    | 1  |
| 2  | 3  | 4  | 5  | 6  | 7  | 8  |
| 9  | 10 | 11 | 12 | 13 | 14 | 15 |
| 16 | 17 | 18 | 19 | 20 | 21 | 22 |
| 23 | 24 | 25 | 26 | 27 | 28 | 29 |
| 30 | 31 |    |    |    |    |    |

## События

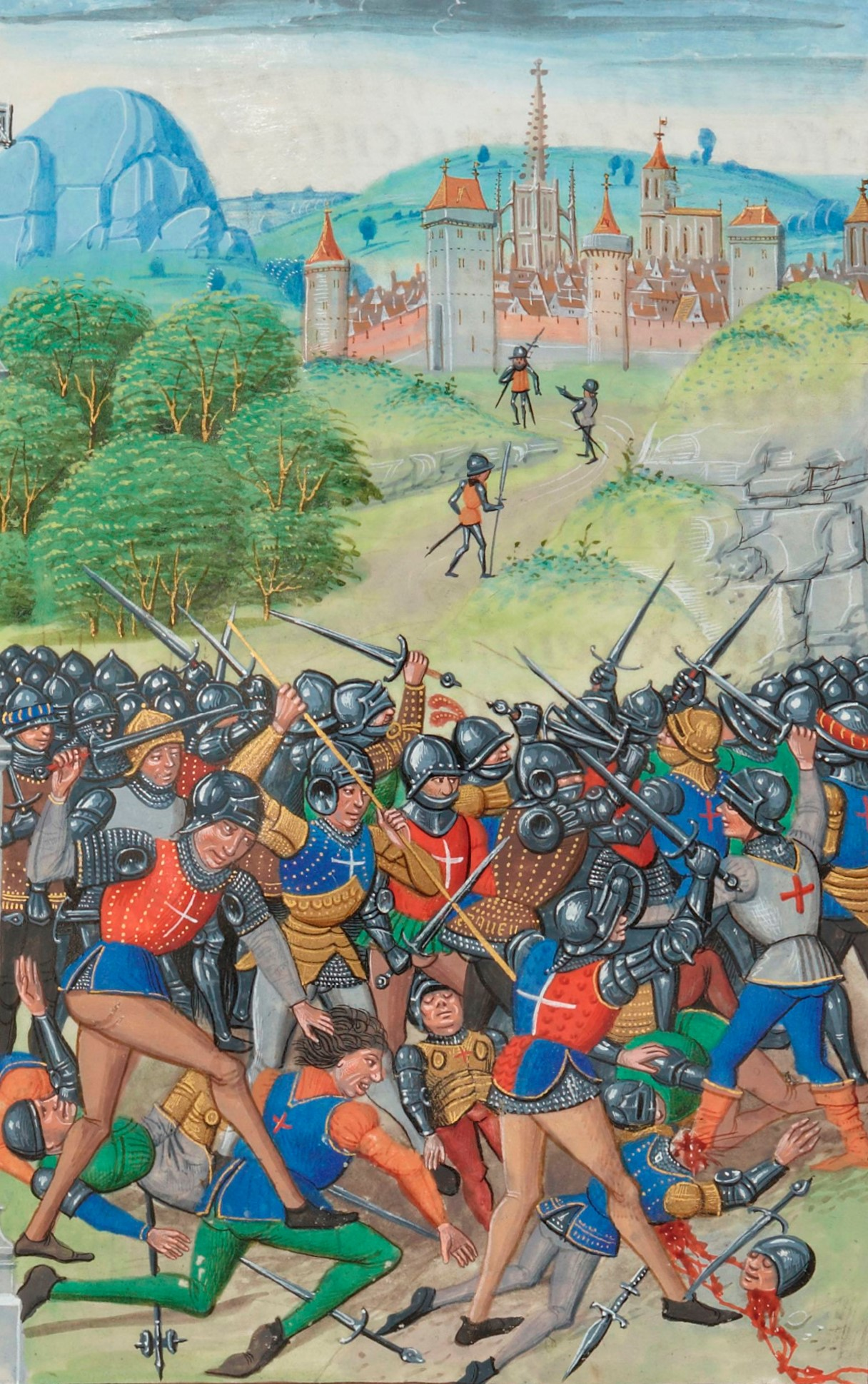
Битва при Понтваллане

- 1346—1375 — Сербско-греческий церковный спор. Разногласия переросли в открытое противостояние из-за того, что константинопольский патриарх Каллист I осудил сербскую церковную иерархию, что стало причиной церковного раскола[1].
- 1350—1490 — Борьба <<трески>> и <<крючков>>. Серия внутренних военных конфликтов, в основном, вокруг титула графа Голландии[2].
- 1353—1420 — Сардинско-арагонская война (второй этап 1365-1388). Военный конфликт между юдикатом Арборея, союзником сардинской ветви семьи Дориа, и Генуей и Сардинским королевством, последнее из которых было частью Арагонской короны[3].
- 1356—1375 — война двух Педро. Рассматривается как часть Столетней войны[4].
- 1367—1370 — закончилась Вторая Датско-ганзейская война. Вооруженный конфликт между Данией с одной стороны и Ганзейской лигой и ее союзниками – с другой, за господство в южной части Балтийского моря[5].
  - 24 мая — подписан Штральзунский мир[6].
- 1369—1370 — закончилась первая Фердинандова война. Противостояние португальского короля Фернанду I с королями Кастилии Энрике II и Хуаном I в борьбе за престол Кастилии. Вылилось в три войны: 1369—1370, 1372—1373 и 1381—1382 годов[7].
- 1369— 1389 — Каролинская война. Второй этап Столетней войны (1337-1453)[8].
  - 4 декабря — коннетабль Франции Бертран Дюгеклен разбивает английские войска Роберта Нолленса в битве при Понтваллене.
- 1370—1372 — крестьянское восстание в Галиции.
- 1370—1387 — Львов, из под Польши, переходит под власть Венгрии[9].
- 1370—1388 — началась война за люнебургское наследство. Военный конфликт, разгоревшийся в Северной Германии за престолонаследие в немецком княжестве Люнебург[10].
- 22 апреля — начато строительство Бастилии в Париже.
- 22 мая — массовое убийство евреев в Брюсселе. Антисемитское происшествие в Брюсселе (тогда в пределах герцогства Брабант) в связи с предполагаемым осквернением гостии в брюссельской синагоге[11].
- 24 мая — заключён Штральзундский мир между Данией и Ганзой после войны 1367—1370 годов. Мир закрепляет победу 60 ганзейских городов над королём Дании Вальдемаром Аттердагом.
- Папа Урбан V разрешил св. Бригитте учредить новый орден, получивший впоследствии название бригитток и построить монастырь.
- Возвращение папы в Авиньон.
- Византия начинает платить туркам дань.
- В восточном Гиляне образовалось сейидское государство с центром в Лахиджане.
- Первое документальное упоминание о шведском торговом поселении Owla (ныне Оулу, Финляндия).

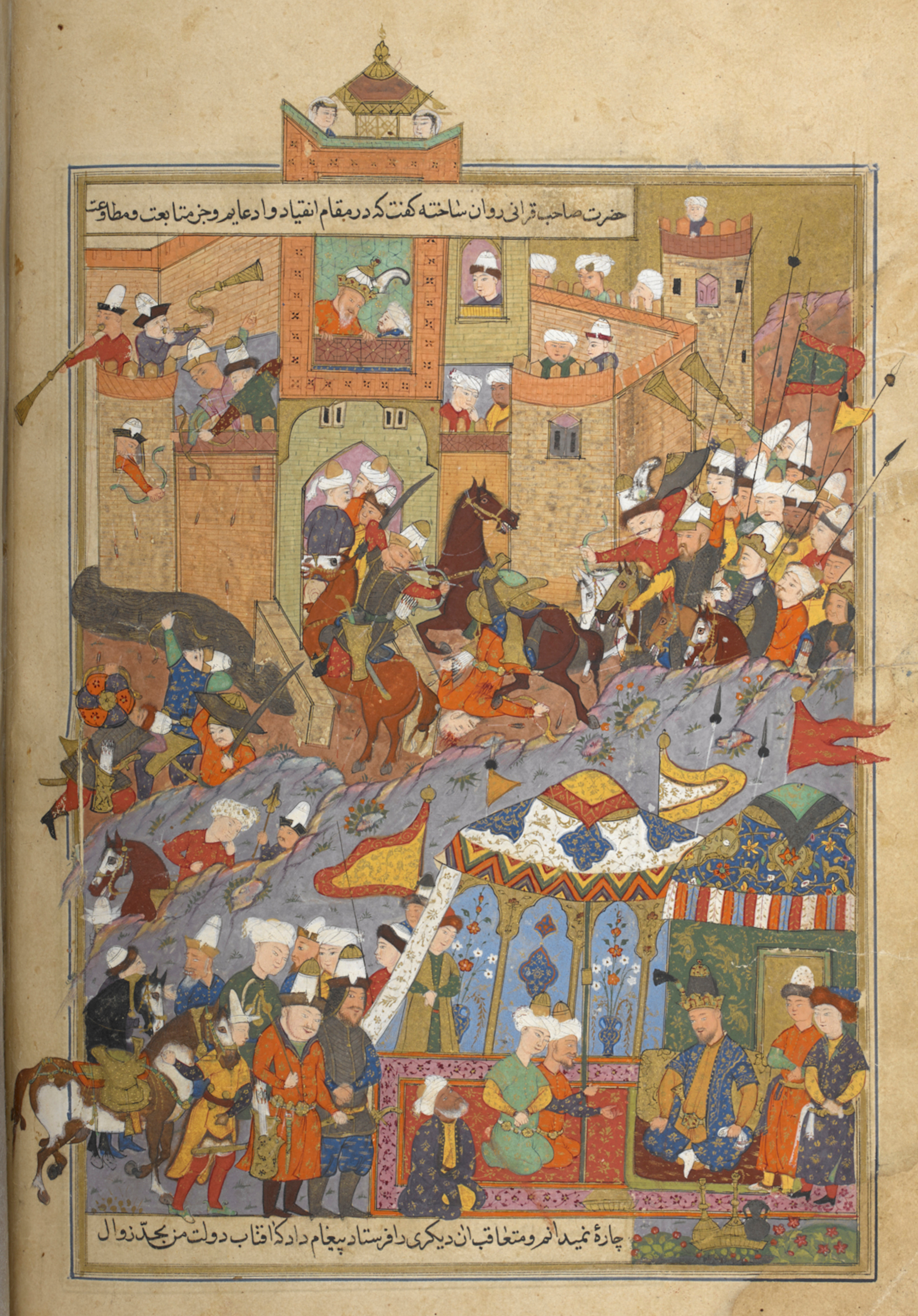
Осада Балха (1370) Тимуром

### Золотая орда
- 1359—1380 — Великая замятня в Золотой Орде[12].
- 1370—1380 — непрерывные войны Тамерлана с властителями Хорезма и Джента за объединение Средней Азии.
- 1370—1380 — Тамерлан совершил серию походов в Среднею Азии, добиваясь объединения земель вокруг Самарканда, ставшего столицей его государства[13].
- Тамерлан, став в 1269 году эмиром, добился признания его  единоличным правителем Мавераннахра[14].
- Столкновение между Хусейном и Тамерланом. Хусейн разбит. Тамерлан осадил Балх. Хусейн попал в плен и убит.
- Осада Балха. Ключевой успех прихода Эмира Тимура к власти[15].

ВКЛ
- 17 февраля — Битва при Рудау между Тевтонским орденом и Великим княжеством Литовским, при поддержке русских полков, закончившейся поражением тевтонцев[16].
- Ольгерд осадил и взял замок Рудава в Пруссии Восточной[17].
- Кейстут, ведущий борьбу с Польшей, окончательно покорил Галицию и Волынь[16].

## Русь

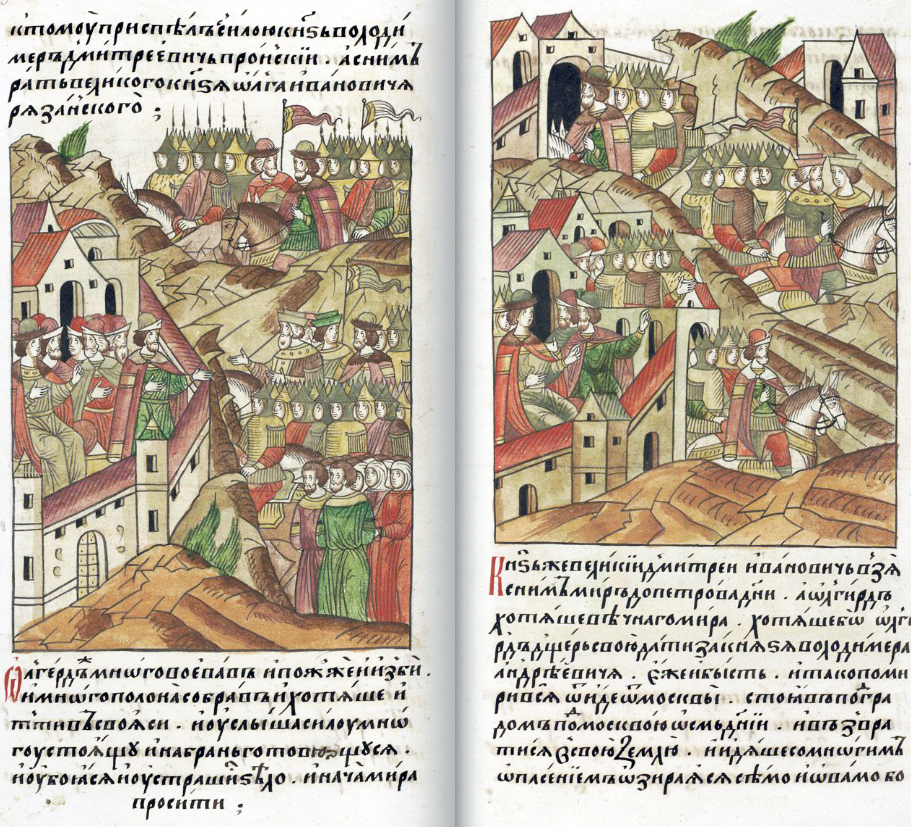
Второй поход Ольгерда на Москву. Лицевой летописный свод

Правление: 1363—1389 — Дмитрий Иванович Донской
- 1368—1372 — Литовско-московская война. Походы великого князя литовского Ольгерда на Московское княжество в 1368, 1370 и 1372 годах, а также сопутствующие события[18].
- 28 января — в Москве был основан Симонов монастырь[19].
- 8 июня — Дмитрий Донской получает послание от константинопольского патриарха Филофея Коккина, в котором патриарх засвидетельствовал своё почтение князю за его любовь к Церкви и покорности митрополита Алексия[20].
  - 8 июня — за участие в походе 1368 года и отказ в конце 1369/начале 1370 года заключить соглашение с Дмитрием Донским, смоленский князь Святослав Иванович отлучён от церкви киевским митрополитом Алексием, решение которого в своём письме подтвердил патриарх Филофей Коккин (отлучение снято не позднее 1375 года)[21].
- Лето — Дмитрий Донской посылает свои полки "воевати города Бряньска". Захвачены: Ржев, Калуга и Мценск[20].
- Август —  Дмитрий Иванович Донской разрывает подписанный в 1368 году мир с Великим княжеством тверским и начинает боевые действия против него[22].
- 18 августа (по другим данным 21) — Дмитрий Донской отклоняет мирные предложения Михаила Александровича Тверского и объявляет, что слагает с себя крестное целование[20].
- 1 сентября — войско Дмитрия Донского выступает из Москвы в поход на Тверь[20].
  - 7 сентября — Михаил Александрович бежит в ВКЛ, а Дмитрий Донской берёт г. Зубцов, затем Микулин, а волости тверские пограбили и пожгли[20].
- Осень — установление с помощью русских войск власти ставленника хана Мамая — хана Мухамед-Бюлека (Мамат-Салтана) в Булгарском улусе. Капитуляция хана Хасана без боя[23].
- Великий тверской князь Михаил Александрович обратился за помощью к Ольгерду, женатому на его сестре[22]. Начало ноября — Михаил Александрович из ВКЛ едет в Крымскую Орду, обратился к хану Мамаю, но заручиться поддержкой не удалось[22] (по другим данным получил ярлык на великое княжение Владимирское и вернулся с ним в 1371 году)[20].
- Ноябрь — второй поход Ольгерда с литовскими, тверскими и смоленскими полками под командованием Святослава Ивановича на Москву[20].
  - 26—29 ноября — неудачная трёх дневная осада литовцами Волока (Ламского) и Оборона Волоколамска[20][22].
  - Конец года — Святослав Иванович захватил Поротву[21].
- Великий князь Олег Иванович Рязанский стал одним из организаторов сбора войск в помощь осаждённой Ольгердом Москве, послав ей рать под командованием пронского князя Владимира Дмитриевича[24].
- В Перемышле в это время находился союзник Москвы серпуховский князь Владимир Андреевич с войском, к которому вскоре присоединился великий пронский князь Владимир Дмитриевич с рязанской "ратью"[22].
- 6 декабря — войско Ольгерда подступило к Москве, в котором затворился Дмитрий Донской.
- 14 декабря — московский воевода Дмитрий Михайлович Боброк Волынский победил Олега Ивановича Рязанского в битве при Скорнищеве, в результате чего князь Олег Иванович бежал в Орду, а рязанский престол занял Владимир Пронский[25].
- 6—16 декабря — Ольгерд стоял под Москвой и начал осаду Московского Кремля[22].
- Декабрь — оборона Кремля и подоспевшая помощь заставила Ольгерда подписать перемирие с Дмитрием Донским до 29 июня 1371 года, скреплённое договор о браке дочери литовского князя Елены Ольгердовны и серпуховского князя Владимира Андреевича (по другим данным это было в посольство 1371 года)[20], после чего литовцы отошли в ВКЛ[22] (в июне 1371 года Ольгерд присылают в Москву послов, которые заключают полноценный мир)[20].
- 1370—1387 — к этому периоду относятся настойчивые попытки князя Олега Ивановича отстоять независимость своего пограничного со степью княжества, наиболее уязвимого к ордынским набегам, в то время, когда национальные интересы требовали объединения русских сил в борьбе против Золотой Орды[24].
- Дмитрий Константинович посылает брата Бориса Константиновича и сына Василия Дмитриевича вместе с ордынским послом Ачи-Хожей на булгарского царя Асана[26].
- Согласно летописям [27] , зима в Москве наступила очень рано: «не дала земледельцам убрать хлеба». В декабре и январе было удивительно тепло: «в начале февраля поля открылись совершенно и крестьяне сжали хлеб, осенью засыпанный снегом».

## Начало правления
См. также: Список глав государств в 1370 году
- 1370—1382 — король Польши Людовик Анжуйский, бывший королём Венгрии. Галиция переходит к Венгрии.
- 30 декабря 1370—1378 — Папа Римский Григорий XI (1329—1378).
- 1370—1380 — Мамай возвёл на ханский престол в Золотой Орде Мухаммеда Булака[28].
- 1370—1405 — Великий эмир Тимур (1336—1405). Управляет страной от имени марионеточных ханов из Чагатаидов.
- 1370—1372 — король Вьетнама Чан Нге Тонг.

## Родились
См. также: Категория:Родившиеся в 1370 году

## Скончались

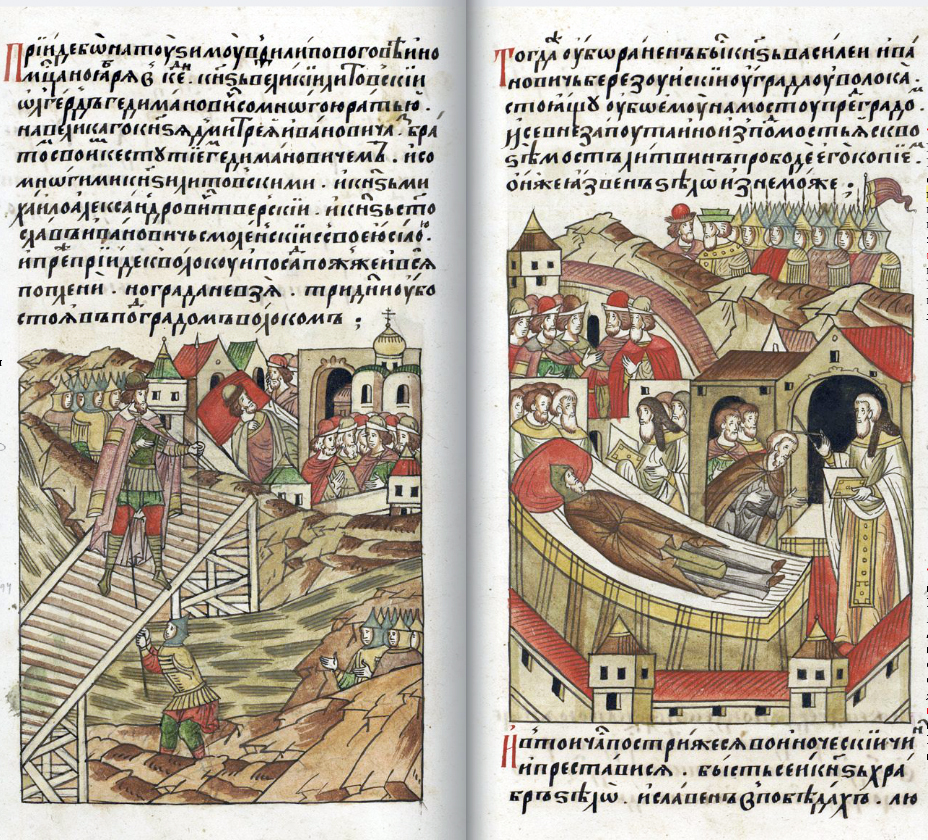
Смерть князя-воеводы Василия Ивановича березуйского во время защиты Волока Ламского от войск литовского князя Ольгерда

См. также: Категория:Умершие в 1370 году